# Высоцкий, Евгений Васильевич
Евге́ний Васи́льевич Высо́цкий (4 апреля 1947 — 5 мая 2011) — советский и российский военачальник, участник Афганской войны, Герой Советского Союза (20.09.1982). Генерал-полковник (1993).

## Биография и военная карьера
Родился в городе Белёве Тульской области в семье военнослужащего. Русский. Детство и юность провел в городах Ташкент и Душанбе. С 1963 года жил в городе Термез Сурхандарьинской области Узбекской ССР. В 1965 году окончил 11 классов школы. В 1965 — 1966 годах работал помощником геодезиста в строительном тресте № 11 в Термезе. Член КПСС с 1970 года.
На службе в Советской Армии с 1966 года. В 1970 году окончил Ташкентское высшее танковое командное училище имени маршала бронетанковых войск П. С. Рыбалко. С 1970 года служил командиром взвода плавающих танков, командиром роты боевых разведывательно-дозорных машин и командиром разведывательной роты отдельного разведывательного батальона танковой дивизии, а в 1974 — 1975 годах — начальник штаба танкового батальона танкового полка. Проходил службу в Южной группе войск и Краснознамённом Туркестанском военном округе.
В 1978 году окончил Военную академию имени М. В. Фрунзе.
С декабря 1979 года по июль 1982 года находился в составе ограниченного контингента советских войск в Демократической Республике Афганистан и участвовал в боевых действиях Афганской войны.
С декабря 1979 года по декабрь 1980 года — заместитель командира 70-й отдельной гвардейской мотострелковой Краснознамённой бригады (Кандагар), с декабря 1980 года — командир 180-го мотострелкового Краснознамённого полка 108-й мотострелковой Невельской Краснознамённой дивизии (Кабул) в звании майора. Восемьдесят семь раз участвовал в рейдовых операциях по разгрому бандформирований.
Особенно отличился в операции по уничтожению места базирования крупных сил моджахедов в ущелье Неджраб (60-70 километров северо-восточнее Кабула) в начале 1982 года. Одним батальоном заблокировал вход в ущелье, вторым занял господствующие высоты, но при прочёсывании ущелья мотострелки были остановлены сильным огнём с незанятых высот. Получив об этом доклад, Высоцкий приказал приостановить продвижение до выяснения обстановки, прибыл в передовые подразделения, разобрался в ситуации на месте и организовал подавление узлов сопротивления силами артиллерии и ударных вертолётов, а затем под прикрытием мощного артогня возобновил атаку. В ходе боя ущелье было полностью зачищено и заблокированные в нём бандформирования уничтожены, собрано до 600 трупов моджахедов и 26 взяты в плен, захвачены 6 складов, 6 миномётов и более 500 единиц стрелкового вооружения. За эту операцию полк награждён орденом Красного Знамени, а его командир подполковник Е. В. Высоцкий представлен к званию Героя.
За мужество и героизм, проявленные при оказании интернациональной помощи Демократической Республике Афганистан, Указом Президиума Верховного Совета СССР от 20 сентября 1982 года подполковнику Высоцкому Евгению Васильевичу присвоено звание Героя Советского Союза с вручением ордена Ленина и медали «Золотая Звезда».

## Дальнейшая карьера
Возвратившись в Советский Союз, в 1982—1986 годах продолжил службу в Краснознамённом Одесском военном округе: с 1982 — командир мотострелкового полка, с 1983 — начальник штаба 59-й гвардейской мотострелковой дивизии, с апреля 1984 по июль 1986 — командир 157-й мотострелковой дивизии. Затем был направлен на учёбу в академию.
В 1988 году окончил Военную академию Генерального штаба Вооружённых Сил имени К. Е. Ворошилова. С 1988 года — начальник штаба 51-й общевойсковой армии. С марта 1989 года — командующий 51-й общевойсковой армией в Краснознамённом Дальневосточном военном округе (армия дислоцировалась на острове Сахалин и на Курильских островах). С сентября 1991 года — первый заместитель командующего войсками Забайкальского военного округа.
После распада СССР, указом Президента России от 19 августа 1992 года № 904 назначен начальником Главного управления подготовки и распределения кадров Министерства обороны Российской Федерации — заместителем Министра обороны Российской Федерации, позднее эта должность была переименована в начальника Главного управления кадров Министерства обороны Российской Федерации — заместителя Министра обороны Российской Федерации.
В октябре 1996 года, вскоре после снятия с должности министра обороны П. С. Грачёва, считавшийся его выдвиженцем генерал Е. В. Высоцкий был снят с должности. После двух месяцев пребывания в распоряжении министра обороны был в декабре 1996 года назначен генерал-инспектором Главной военной инспекции Министерства обороны Российской Федерации. Однако уже в марте 1997 года был снят и с этой должности, а в июле 1997 года в возрасте 50 лет был уволен в запас. 
Жил в городе-герое Москве.
Скончался 5 мая 2011 года. Похоронен на Троекуровском кладбище.

## Воинские звания
- лейтенант (25.07.1970);
- старший лейтенант (17.08.1973);
- капитан (8.09.1976);
- майор (26.09.1979);
- подполковник (25.12.1981, досрочно);
- полковник (3.12.1983, досрочно);
- генерал-майор (30.04.1988);
- генерал-лейтенант (29.06.1990);
- генерал-полковник (19.04.1993).

## Награды
- Герой Советского Союза (20.09.1982)
- Орден Ленина (20.09.1982)
- Орден Красной Звезды (1.07.1980)
- Орден «За службу Родине в Вооружённых Силах СССР» II степени (2.02.1991)
- Орден «За службу Родине в Вооружённых Силах СССР» III степени (30.04.1975)
- Медаль "За отличие в воинской службе"
- Юбилейные медали СССР
- Медали «За безупречную службу» I—III степеней
- Нагрудный знак «Воину-интернационалисту»
- Орден «Звезда» (Афганистан, 28.12.1981[5])
- медали Афганистана